# Sprungschanzenphänomen
Das Sprungschanzenphänomen ist ein klinisches Zeichen, was bei einer höhergradigen Spondylolisthesis (Wirbelgleiten) im Bereich der unteren Lendenwirbelsäule auftreten kann. Infolge der erkrankungsbedingten Verlagerung eines Wirbelkörpers nach ventral kann es zu einer tast- oder auch sichtbaren Stufenbildung zwischen den Dornfortsätzen (Processus spinosi) der betroffenen Wirbel kommen.